# Hathliacynidae
De Hathliacynidae zijn een familie van uitgestorven buideldierachtigen uit de Sparassodonta. Het waren omnivoren die van het Laat-Paleoceen tot Vroeg-Plioceen in Zuid-Amerika leefden.

## Indeling
De familie omvat de volgende geslachten:
- Acyon
- Andinogale
- Borhyaenidium
- Chasicostylus
- Cladosictis
- Contrerascynus
- Notictis
- Notocynus
- Notogale
- Patene
- Perathereutes
- Procladosictis
- Pseudocladosictis
- Pseudonotictis
- Sallacyon
- Sipalocyon

## Ontwikkeling
De Hathliacynidae zijn de langst levende groep van de Sparassodonta. Patene is de oudst bekende vertegenwoordiger en dit dier leefde tijdens het Laat-Paleoceen. Fossielen van Patene zijn gevonden in het Itaboraí-bekken in Brazilië. De Hathliacynidae hadden twee pieken wat betreft diversiteit: in het Vroeg-Mioceen (South American Land Mammal Age Santacrucian) en in het Laat-Mioceen (South American Land Mammal Age Huayquerian). Soorten uit het Santacrucian zijn met name bekend uit de naamgevende Santa Cruz-formatie in Argentinië, met Cladosictis als bekendste geslacht. Notocynus uit het Vroeg-Plioceen (South American Land Mammal Age Montehermosan) van noordelijk Argentinië is de laatst bekende Hathliacynidae.

## Kenmerken
De sparassodonten uit de Hathliacynidae waren over het algemeen kleiner dan de soorten uit de Borhyaenoidea, de groep die de families Proborhyaenidae, Borhyaenidae en Thylacosmilidae omvat. Acyon myctoderos was het formaat van een Afrikaanse civetkat of veelvraat de grootst bekende soort. Andere soorten waren zo groot als hedendaagse buidelmarters. Het waren dieren met een hondachtige snuit, een lang lichaam en relatief korte poten. De hathliacyniden leefden op de grond, maar konden mogelijk ook klimmen. Vermoedelijk waren het omnivoren.